# Ruta Estatal de California 169
La Ruta Estatal de California 169, y abreviada SR 169 (en inglés: California State Route 169) es una carretera estatal estadounidense ubicada en el estado de California. La carretera está dividida en dos segmentos, el primero inicia en el Oeste, en la US 101     en Klamath continuando hasta el Este en Klamath Glen, luego la vía es dividida y continúa en el segundo segmento hacia el Oeste en Wauteck Village hasta finalizar al Este en la SR 96     en Weitchpec. La carretera tiene una longitud de 38,4 km (23.867 mi).

## Mantenimiento
Al igual que las autopistas interestatales, y las rutas federales y el resto de carreteras estatales, la Ruta Estatal de California 169 es administrada y mantenida por el Departamento de Transporte de California por sus siglas en inglés Caltrans.

## Cruces
La Ruta Estatal de California 169 es atravesada principalmente por los siguientes cruces:

| Condado | Localidad       | Miliario | Destinos                                                  | Notas                                                     |
| --- | --------------- | -------- | --------------------------------------------------------- | --------------------------------------------------------- |
| Del Norte DN R0.00-3.52                                                                                                   | Klamath         | R0.00    | US 101 – Eureka, Crescent City                            | Interchange                                               |
| Del Norte DN R0.00-3.52                                                                                                   | Klamath Glen    | 3.52     | Riffle Road                                               |                                                           |
| Gap in SR 169 |                 |          |                                                           |                                                           |
| Humboldt HUM 13.20-33.84                                                                                                  | Wauteck Village | 13.20    | Wauteck Village                                           |                                                           |
| Humboldt HUM 13.20-33.84                                                                                                  |                 | 29.95    | Puente Martins Ferry sobre el Arroyo Martins Ferry School | Puente Martins Ferry sobre el Arroyo Martins Ferry School |
| Humboldt HUM 13.20-33.84                                                                                                  | Weitchpec       | 33.84    | SR 96                                                     |                                                           |
| 1.000 mi = 1.609 km; 1.000 km = 0.621 mi Cerrada/Antigua • Terminal concurrente • Acceso incompleto • Propuesta/Sin abrir |                 |          |                                                           |                                                           |